# Liste der FFH-Gebiete im Landkreis Deggendorf
Die Liste der FFH-Gebiete im Landkreis Deggendorf zeigt die FFH-Gebiete des niederbayerischen Landkreises Deggendorf in Bayern. Teilweise überschneiden sie sich mit bestehenden Natur-, Landschaftsschutz- und EU-Vogelschutzgebieten.
Im Landkreis befinden sich 15 und zum Teil mit anderen Landkreisen überlappende FFH-Gebiete.
| Bayerwaldbäche um Schöllnach und Eging am See                     |  | 7245-301 WDPA: 555521869 | Landkreis Deggendorf, Landkreis Freyung-Grafenau, Landkreis Passau |                                                          | ⊙ | 334,00   |  |
| Bergwiesen und -weiden im Vorderen Bayerischen Wald               |  | 7043-301 WDPA: 555521797 | Landkreis Deggendorf, Landkreis Regen                              |                                                          | ⊙ | 19,00    |  |
| Deggendorfer Vorwald                                              |  | 7043-371 WDPA: 555521798 | Landkreis Deggendorf, Landkreis Regen, Landkreis Straubing-Bogen   |                                                          | ⊙ | 1.497,25 |  |
| Donauauen zwischen Straubing und Vilshofen                        |  | 7142-301 WDPA: 555521831 | Straubing, Landkreis Deggendorf, Landkreis Passau                  | auch in Landkreis Straubing                              | ⊙ | 4.787,00 |  |
| Extensivwiesen östlich Deggendorf                                 |  | 7144-372 WDPA: 555521834 | Landkreis Deggendorf                                               |                                                          | ⊙ | 102,78   |  |
| Isarmündung                                                       |  | 7243-302 WDPA: 555521867 | Landkreis Deggendorf                                               |                                                          | ⊙ | 1.906,00 |  |
| Mausohrkolonien im Naturraum Oberpfälzisch-Bayerischer Wald       |  | 6540-302 WDPA: 555521599 | Landkreis Schwandorf, Landkreis Regensburg, Landkreis Cham         | auch in Landkreis Deggendorf, Landkreis Freyung-Grafenau | ⊙ | 0,00     |  |
| Nadelwälder der Schwanenkirchner Tertiärbucht                     |  | 7245-302 WDPA: 555521870 | Landkreis Deggendorf, Landkreis Passau                             |                                                          | ⊙ | 260,00   |  |
| Obere Hengersberger Ohe mit Hangwiesen                            |  | 7144-373 WDPA: 555521835 | Landkreis Deggendorf                                               |                                                          | ⊙ | 350,66   |  |
| Oberlauf des Regens und Nebenbäche                                |  | 7045-371 WDPA: 555521800 | Landkreis Deggendorf, Landkreis Freyung-Grafenau, Landkreis Regen  |                                                          | ⊙ | 1.921,91 |  |
| Schuttholzer Moor                                                 |  | 7244-301 WDPA: 555521868 | Landkreis Deggendorf                                               |                                                          | ⊙ | 108,00   |  |
| Untere Isar zwischen Landau und Plattling                         |  | 7243-301 WDPA: 555521866 | Landkreis Deggendorf, Landkreis Dingolfing-Landau                  |                                                          | ⊙ | 1.217,00 |  |
| Unteres Vilstal                                                   |  | 7344-301 WDPA: 555521906 | Landkreis Deggendorf, Landkreis Passau                             |                                                          | ⊙ | 341,00   |  |
| Wiesen und Triften um Rohrmünz, Grafling und Frath                |  | 7144-371 WDPA: 555521833 | Landkreis Deggendorf, Landkreis Regen                              |                                                          | ⊙ | 101,78   |  |
| Wiesengebiete u. Wälder um den Brotjackelriegel und um Schöllnach |  | 7145-371 WDPA: 555521836 | Landkreis Deggendorf, Landkreis Freyung-Grafenau                   |                                                          | ⊙ | 417,55   |  |
| Legende für Fauna-Flora-Habitat                                   |  |                          |                                                                    |                                                          |   |          |  |